# Yi In-seong
Yi In-seong (이인성) est un écrivain sud-coréen né à Jinhae (province de Gyeongsangnam-do) le 9 décembre 1953. 

## Biographie
Yi In-seong est né à Jinhae mais a grandi à Séoul. Diplômé de littérature française à l'Université Nationale de Séoul, il fut également professeur de littérature dans la même université. Il obtient en 1990 son doctorat en littérature française avec une thèse sur l'œuvre de Molière. Il a enseigné le français et la littérature à cette université jusqu'en 2006. Sa carrière d’auteur débute en 1980, au moment du soulèvement de Gwangju, pendant la dictature militaire. Parmi ses œuvres qui ont attiré l'attention des critiques, on compte Souffle à peine perceptible (1989) ou encore Imaginer un dernier amour (Majimak Yeonae-ui sangsang, 1991). Il a également écrit une œuvre critique sur Molière intitulée De la Comédie au festival  (Chukjereul hyanghan huigeuk, 1992). 

## Œuvre
Auteur à la créativité débordante, il est le chef de file d’une littérature de l’intériorité, dont bon nombre de jeunes auteurs se réclament aujourd’hui. Le monde littéraire qu’il nous donne à voir avec une écriture étourdissante est un monde inédit, presque invisible, dans lequel les sentiments et les visions de l’auteur forment la passerelle généreuse vers ses lecteurs. Il est l'un des auteurs plus importants de l'avant-garde littéraire de Corée du Sud. Il a fondé en 2001 la revue Champs Littéraires (Munhak pan) dans la perspective de réfléchir à la place de l’œuvre littéraire délivrée de la pression du marché.

### Romans traduits en français
- Sept méandres pour une île (강 어귀에 섬 하나, Decrescenzo Éditeurs, 2013)
- Interdit de folie (미쳐버리고 싶은 미쳐지지 않는, Éditions Imago 2010)
- Saisons d’exil (낯선 시간 속으로, Éditions L’Harmattan, 2004, Éditions Decrescenzo éditeurs, 2016)

### Romans
- 낯선 시간 속으로 Saisons d'exil (1983)
- 한없이 낯은 숨결 Souffle à peine perceptible (1999)
- 미쳐버리고 싶은, 미쳐버리고 않는 Interdit de folie (1995)

### Suite de nouvelles
- 강 어귀에 섬 하나 Une île à l’embouchure du fleuve (1999)

### Nouvelles
- 분명히 나쁜 꿈 Un cauchemar incontestable (2002)
- 악몽여관 407호 no 407 de l'Auberge Cauchemar (2003)
- 돌부림 Tourment de pierre (2007)
- 한낮의 유령 Fantôme du midi (2013)

### Essais
- 식물성의 저항 Résistance du végétal (2000)

## Distinctions
- 1982 : Prix littéraire de Hankook Ilbo
- 2013 : Prix de Kim Yoo-jung